# Jihad
Jihad (în arabă: جهاد ǧihād [dʒɪˈhaːd]) sau djihad este un cuvânt de origine arabă, din rădăcina jahada, care înseamna „a (se) lupta, a se strădui, a se zbate“. Este frecvent asociat luptei armate împotriva necredincioșilor islamului, conform legii musulmane, Șaria. Acest sens a ajuns însă să înlocuiască semnificația originară prin aceea de „război sfânt“, împrumutată din vocabularul cruciaților.
Sensul fundamental al cuvântului este străduința musulmanului în particular și a comunității musulmane în general de a extinde calitativ sau cantitativ religia islamică, modul ei de viață individuală și organizarea socială care decurge din ea.
Astfel musulmanii înțeleg prin jihad folosirea tuturor energiilor și resurselor pentru a urma sistemul islamic de viață, pentru a obține favoarea lui Allah. Este un proces continuu. În prima sa fază un musulman învață să-și controleze propriile sale dorințe și intenții rele. Acest jihad este înăuntrul ființei si este baza jihadului profund, adică aducerea Maruf (dreptății) și înlăturarea Munkar (răului) din viață și din societate. În a doua fază, jihadul presupune răspândirea credinței islamice prin orice mijloace, "războiul sfânt" fiind alternativa viabilă, alternând ineficacitatea conversiei pașnice. Bernard Lewis susține că "marea majoritate a teologilor si juriștilor" au "căzut de acord că jihadul e, printre altele, o obligație militară".

## Precizări lingvistice
Rădăcina cuvântului – JHD – înseamnă „a se strădui, a se zbate, a se sili”.
În Coran (قرآن), cuvântul se regăsește în contexte diverse, traduse de obicei de Silvestru Octavian Isopescul, prin sintagma „luptă cu”:
- „Nu asculta de cei necredincioși, ci te luptă (jahid) împotriva lor împreună cu el (Coranul) cu luptă mare.” (XXV, 54)

- „Și luptați-vă (jahidu) pentru Dumnezeu (Allah) cu lupta (jihadihi) dreaptă.” (XXII, 77)

- „Și cel ce se luptă (se străduie, jahada), se luptă (yujahidu) numai pentru sine. Dumnezeu e prea avut, ca să aibă nevoie de lume.” (XXIX, 5)

- „Iar cei ce s-au luptat (jahadu) pentru noi, pe ei îi vom ocârmui pe drumurile noastre; Dumnezeu (Allah) este cu cei ce se poartă bine”. (XXIX, 69)

- „Cei ce cred și purced și se luptă pentru drumul lui Dumnezeu, aceia să nădăjduiască în mila lui Dumnezeu (Allah), căci Dumnezeu este iertător, îndurător”. (II, 215)
Din aceeași familie lexicală provin alte două cuvinte importante din vocabularul islamic. Primul este ijtihad (اجتهاد), însemnând literal „străduință” și desemnând un concept al dreptului islamic, referitor la necesitatea unui „efort de interpretare personală” în vederea unui sistem juridic coerent, în condițiile diferențelor dintre școlile juridice sunnite, diferențe sporite de prevederile dreptului cutumiar. Acest concept s-a materializat în cele din urmă într-un cod juridic neterminat. În acest sens, ijtihad-ul are un caracter universal și poate fi asemănat în principiu, mutatis mutandis, ecumenismului creștin. 
Al doilea cuvânt este mujahid, participiul activ al verbului (مجاهد), însemnând așadar „cel care (se) luptă, se zbate, se străduiește”, sau „participantul la jihad”.
 Este, desigur, un cuvânt cu un referent particular, individual; iar aceste două cuvinte sugerează deja existența a două forme de Jihad.

## Un Dumnezeu, un profet, două jihaduri
Unitatea lumii islamice este una stabilă și ea decurge, desigur, din unitatea mărturisirii de credință (șahada, شهادة), care afirmă unicitatea lui Allah și a Trimisului său:

لا إله إلا الله

La illaha illa ‘Llah (Nu este alt Dumnezeu afară de Dumnezeu)

محمد رسول الله

Muhammadun Rasulu ‘Llah (Mohamed este Profetul lui Dumnezeu).
Seyyed Hossein Nasr afirmă că „Islamul însuși se întemeiază pe ideea stabilirii echilibrului înlăuntrul ființei umane, ca și în societatea în care acesta funcționează… Acest echilibru, care este reflecția pământească a Justiției Divine și condiția necesară a păcii în domeniul uman, este baza de la care sufletul își ia zborul către acea pace care, ca să folosim termenii creștini, «covârșește toată mintea»”.
În ciuda acestor afirmații, nu putem să facem abstracție de însăși mărturisirea de credință amintită, care conține două propoziții diferite și afirmă două unicități: a lui Allah și a Profetului; cum remarcă marele gânditor alsacian Frithjof Schuon, „una (dintre propoziții) se referă la Principiu, care e totodată Ființă și Supra-Ființă, iar cealaltă la manifestarea formală și supraformală”, numind prima aserțiune „formula discernământului sau a «abstracțiunii (tanzih)»”, iar a doua „formula integrării sau a «analogiei»”.
Potrivit cu aceasta, apar, desigur, două jihaduri, fără a mai vorbi de variantele intermediare:

(i) Jihadul major, interior;

(ii) Jihadul minor, exterior.
Această clasificare există în islam pe temeiul unui hadith, care istorisește că Mahomed, întorcându-se de la o bătălie, a rostit cuvintele „Ne-am întors de la micul jihad (al-jihad al-asghar) la marele jihad (al-jihad al-akhbar)”. Întrebat în continuare: „Ce este marele jihad?”, profetul a răspuns: „Este lupta împotriva sinelui”.
Lupta se duce așadar pe două fronturi – unul invizibil, interior, pur spiritual, individual și altul vizibil, exterior, (spiritual și) material, comunitar.

## Jihadul minor
Jihadul minor nu înseamnă numai un război sacru, asocierea războiului (qital) cu jihadul minor în special și cu jihadul în special fiind opera a ceea ce numim cu un termen impropriu fundamentalism islamic. Unii autori musulmani consideră că e vorba de o neînțelegere a autorilor occidentali, care au încercat să găsească în islam un termen analog Cruciadei creștine.
Întreaga concepție despre jihadul minor pleacă de la diviziunea proclamată de jurisprudența islamică, diviziune care împarte lumea în două părți antagonice:
(i) Dar al-Islam (reședința Islamului), lumea musulmană, care trăiește după revelația pretins autentică dată de Allah, prin Arhanghelul Djabrail (Gavriil), profetului Mahomed. Această lume trebuie să se extindă, potrivit credinței musulmane, cât mai mult posibil, însă nu cu orice preț, i. e. prin constrângere. Furkânul afirmă: „Nu este silă în credință” (II, 257);
(ii) Dar al-Harb ("reședința războiului"), restul lumii, care se împarte în două:
- Ahl al-Kitab – „poporul Cărții”, format din evrei și creștini;
- mushrikun – politeiștii, idolatrii (sau kafirun - păgânii).
Cei dintâi păstrează o revelație adevărată, chiar dacă incompletă sau nedesăvârșită, de aceea beneficiază de toleranță, cu condiția să accepte statutul de subordonați (dhimmi) și să plătească un tribut (jizya). Acesta este sensul în care este interpretat îndeobște versetul: „Luptați-vă împotriva celor ce nu cred în Dumnezeu și în ziua de apoi și nu opresc ceea ce a oprit Dumnezeu și nu mărturisesc mărturia adevărată – dintre cei cărora li s-a dat Scriptura (s. n.) – până ce nu dau tributul (jizya) din mână și sunt umiliți” (IX, 29).
Există versete în Coran chiar mai binevoitoare față de harbis decât acesta. De exemplu:
„Cei ce cred, fie iudei, fie creștini, fie sabei, dacă numai cred în Dumnezeu și fac bine vor primi răsplata lor de la Domnul lor și nu va veni frică peste ei și nu se vor întrista.” (II, 59)
„Credem în Dumnezeu și în ceea ce ni s-a trimis nouă și s-a trimis lui Avraam, Ismael, Isaac, Iacob și semințiilor și ce s-a dat și lui Moise, lui Iisus și profeților din partea Domnului lor. Nu facem deosebire cu ei; suntem doar musulmani.” (III, 78)
Totuși, aversiunea lui Mahomed față de evrei și de creștini nu poate fi pusă la îndoială:
„Într-adevăr, Mesia Iisus, fiul Mariei, este un trimis al lui Dumnezeu și cuvântul Său pe care l-a pus în Maria și duhul Său. Credeți în Dumnezeu și în trimisul Său și nu spuneți nimic despre Treime… Dumnezeu e doar un unic Dumnezeu… El să aibă un fiu?” (IV, 169)
„Zic jidovii: Ezra este fiul lui Dumnezeu și Nazarinenii zic: Mesia este fiul lui Dumnezeu! Acesta este cuvântul lor în gurile lor… Bată-i Dumnezeu. Cât sunt de proști!” (IX, 30)
În ce privește pe mushrikun, aici lucrurile sunt ceva mai dure, aceștia având cel mult trei alternative – îmbrățișarea credinței musulmane, sclavia sau moartea.
„Dacă întâlniți necredincioși, jos cu gâturile, până ce i-ați măcelărit, și legați tare cătușele lor! Și după aceea sau îndurare, sau răscumpărare, până ce a depus războiul sarcina sa.” (XLVII, 4 sq.).
Acestea toate sunt consecințele implicării religiei în domeniile politic și social, implicare care cunoaște trei tendințe clasice..
a). Una este tendința moderată, îmbrățișată de majoritatea musulmanilor. Potrivit acesteia, jihadul este o obligație a comunității (fard kifaya) de a păstra și de a extinde aria islamului. El devine o obligație individuală (fard ‘ayin) atunci când este cerut ajutorul fiecărei persoane, d. ex. atunci când un stat islamic este agresat. În aceste situații se declanșează războiul: „Li s-a dat voie celor ce fură atacați [să se apere], pentru că li s-a întâmplat nedreptate și Dumnezeu are putere să le ajute: aceia care fură alungați din locuințele lor pe nedrept numai pentru că zic: «Domnul nostru este Dumnezeu»”. (XXII, 40 sq.)
b). A doua este tendința activistă, ca să nu o numim altfel, al cărei exponent de vârf este Ibn Taymiya (1268-1328). Acesta îi considera până și pe musulmanii care nu-și duceau viața în credință drept necredincioși și recomanda disidența ca formă de jihad împotriva conducătorilor musulmani care nu impuneau shari’a sub toate aspectele. El și discipolul său condamnau și sufismul, iar hadith-ul care vorbea despre jihadul major îl considerau drept o invenție a sufiților..
c) A treia tendință este în sfârșit cea sufită, care atribuie jihadului un sens mai mult spiritual. Se amintește de metafora lui Abu Hamid Muhammad al-Ghazali (1059-1111), care „descrie trupul ca o cetate guvernată de suflet și asaltată de ego-ul abisal” . Pentru sufiți, jihadul major este cel care contează și nu cel minor. Caracterul mistic al sufismului îl face să nu aibă o voce hotărâtoare în societatea în care el s-a dezvoltat.
Jihadul minor (al-jihad al-asghar) nu se limitează la război (qital). Amir Ali, doctor în filosofie, găsește mai multe semnificații ale cuvântului jihad, toate întemeiate pe Coran și pe sunna, și toate diferite de sensul curent:
(i) recunoașterea Creatorului și iubirea desăvârșită față de El (cf. Coranul, IX, 23sq.)
(ii) rezistența la presiunile societății: „Nu asculta de cei necredincioși, ci te luptă împotriva lor împreună cu el (Coranul) cu luptă mare.” (XXV, 54)
(iii) consecvența în urmarea căii celei drepte: „Și luptați-vă pentru Dumnezeu (Allah) cu lupta dreaptă.” (XXII, 77)
(iv) sârguința pentru împlinirea faptelor bune. Un hadith spune că „Aisha, soția lui Mahomed, l-a întrebat pe acesta: «O, trimisule al lui Allah, jihadul ni se pare cel mai bun; dar cum putem lua parte la el?» El a răspuns: «Cel mai bun jihad este un pelerinaj (hajj) desăvârșit»”
(v) curajul și statornicia în răspândirea mesajului islamului: „Credincioși sunt numai cei ce cred în Dumnezeu și în trimisul său și nu se îndoiesc și se luptă cu avere și putere pe drumul lui Dumnezeu.”
(vi) apărarea islamului și a comunității: „Li s-a dat voie celor ce fură atacați [să se apere], pentru că li s-a întâmplat nedreptate și Dumnezeu are putere să le ajute: aceia care fură alungați din locuințele lor pe nedrept numai pentru că zic: «Domnul nostru este Dumnezeu»”. (XXII, 40 sq.)
(vii) ajutarea popoarelor aliate care nu sunt neapărat musulmani;
(viii) îndepărtarea trădătorilor: „și dacă te temi de viclenie din partea unui popor, poartă-te cu ei întocmai așa; Dumnezeu nu-i iubește pe cei vicleni”(VIII, 60) etc.
Sistematizând aceste nuanțări, un hadith pune în gura profetului Mahomed cuvintele: „Luptați (jahidu) împotriva necredincioșilor cu mâinile și cu limbile”. Sheikh Abdullah bin Muhammad bin Humaid afirmă că „Allah a decretat jihadul (lupta sfântă pentru cauza lui Allah) cu inima (intențiile și senzațiile), cu mâna (armele etc.), și cu limba (cuvintele etc.)”

## Jihadul major
Dificultatea pe care o întâmpină jihadul major în recunoașterea sa de către întreaga comunitate musulmană pleacă de la faptul că își întemeiază întreaga legitimitate pe un hadith și nu pe un verset al Coranului. În acest sens, putem remarca diferențe de opinii la nivelul școlilor juridice ale islamului, așa cum am arătat anterior.
Seyyed Hossein Nasr afirmă că „marele jihad sau jihadul interior pe care omul trebuie să-l poarte în permanență, înlăuntrul său, în virtutea nobleței firii umane, constă în tensiunea constantă între ceea ce părelnic și ceea ce realmente suntem și nevoia de a ne transcede pe noi înșine de-a lungul acestei călătorii a vieții pământești, ca să devenim ceea ce suntem.” 
Pentru același autor, câmpul de bătălie al jihadului constă în împlinirea obligațiilor musulmanului (cei cinci stâlpi ai islamului):
1. Mărturisirea de credință (vezi mai sus, §2): „Invocarea celor două mărturisiri în forma limbajului sacru în care ele au fost revelate înseamnă a practica jihadul lăuntric și a lua aminte cine suntem, de unde venim și unde este sălașul nostru cel mai de pe urmă”. Un site sufit dă câteva indicații practice în acest sens, pornind de la observația că prima shahadah conține o negație (La ilaha – Nu este dumnezeu) și o afirmație (illa’ Llah – afară de Dumnezeu). De aici rezultă faptul că jihadul major are o latură negativă, constând în renunțarea la orice gând care ar putea strecura îndoiala în sufletul musulmanului, și una pozitivă, manifestată în „îmbrățișarea… prezenței lui Dumnezeu, în orice formă ar apărea ea în conștiința” acelei persoane. Această din urmă precizare este extrem de interesantă, deoarece o asemenea bivalență de sens poate implica, în opinia autorului, și gânduri precum: „Dumnezeu lipsește”, „Sunt deprimat”, „Sunt departe de Dumnezeu”, care au rolul de a-l invoca și readuce pe Allah în imanența credinciosului.
2. Rugăciunea zilnică „este un jihad nesfârșit care imprimă în existența umană un ritm continuu în acord cu ritmul cosmosului.”
3. Postul, 
justificarea viziunii acestuia ca bătălie spirituală fiind de domeniul evidenței;
4. Pelerinajul (hajj), consacrat de binecunoscutul hadith care spune că este cel mai potrivit jihad; Seyyed Hossein Nasr arată că „asemeni cavalerului aflat în căutarea Graalului Sfânt, pelerinul către locuința Celui Iubit trebuie să se angajeze într-o luptă spirituală a cărei finalitate face ca orice sacrificiu și orice vicisitudine să pălească în semnificație, întrucât pelerinajul către Casa lui Dumnezeu implică, pentru cel ce practică jihadul lăuntric, întâlnirea cu Stăpânul Casei, Cel așezat în centrul celeilalte Kaaba care este inima”;
5. Milostenia – constând în taxa religioasă (zakat) – este socotită de autorul citat drept un jihad întrucât ea „contribuie la stabilitatea justiției economice în societate”.
Astfel, autorul arată, în contradicție cu unele secte islamice, care au adăugat jihadul la „cei cinci stâlpi ai islamului”, că jihadul lăuntric este însăși îndeplinirea acestor acte de devoțiune, care duc la bun sfârșit „bătălia interioară împotriva tuturor forțelor care ar putea să abstragă omul de la viețuirea în conformitatea normei sale teomorfice, care este natura sa originară, dăruită de Dumnezeu”.
O asemenea perspectivă asupra jihadului este mai puțin politică și mai aproape de înțelesul unui concept teologic autentic, în spiritul spuselor lui Mahomed: „Nu este silă la credință”(II, 257) sau „Pacea e mai bună”(IV, 127), spirit al toleranței și al pacifismului.